# Варезе (провинция)
Варезе (на италиански: Provincia di Varese) е провинция в Италия, в региона Ломбардия.
Площта ѝ е 1199 км², а населението — около 860 000 души (2007). Провинцията включва 138 общини, административен център е град Варезе.

## Административно деление
Провинцията се състои от 138 общини:
- Варезе
- Агра
- Адзате
- Адзио
- Албицате
- Анджера
- Арсаго Сеприо
- Арчизате
- Барасо
- Бардело
- Бедеро Валкувия
- Безано
- Безнате
- Безоцо
- Биандроно
- Бизускио
- Бодио Ломнаго
- Бребия
- Брегано
- Брента
- Брецо ди Бедеро
- Бринцио
- Брисаго-Валтраваля
- Брузимпиано
- Брунело
- Бугуджате
- Бусто Арсицио
- Валгана
- Варано Борги
- Ведано Олона
- Венегоно Инфериоре
- Венегоно Супериоре
- Верджате
- Виджу
- Вицола Тичино
- Гавирате
- Гадзада Скиано
- Галарате
- Галиате Ломбардо
- Голасека
- Горла Маджоре
- Горла Миноре
- Горнате Олона
- Грантола
- Даверио
- Джемонио
- Джеренцано
- Джерминяга
- Думенца
- Дуно
- Инарцо
- Индуно Олона
- Испра
- Йераго кон Ораго
- Кавария кон Премецо
- Каделяно Виконаго
- Кадрецате кон Озмате
- Казале Лита
- Казалцуиньо
- Казорате Семпионе
- Кайрате
- Кантело
- Каравате
- Кардано ал Кампо
- Карнаго
- Кароно Варезино
- Кароно Пертузела
- Касано Валкувия
- Касано Маняго
- Кастеланца
- Кастелвекана
- Кастело Кабиальо
- Кастелсеприо
- Кастильоне Олона
- Кастроно
- Кацаго Брабия
- Кашаго
- Кливио
- Кокуио-Тревизаго
- Комабио
- Комерио
- Кременага
- Крозио дела Вале
- Куасо ал Монте
- Кувельо
- Кувио
- Куляте-Фабиаско
- Кунардо
- Куриля кон Монтевиаско
- Лавена Понте Треза
- Лавено-Момбело
- Леджуно
- Лонате Поцоло
- Лонате Чепино
- Лоца
- Лувинате
- Луино
- Маканьо кон Пино и Ведаска
- Малджесо
- Малнате
- Маркироло
- Марнате
- Марцио
- Машаго Примо
- Мезенцана
- Меркало
- Монвале
- Монтегрино Валтраваля
- Морацоне
- Морнаго
- Оджона кон Санто Стефано
- Олджате Олона
- Ориджо
- Орино
- Порто Валтраваля
- Порто Черезио
- Ранко
- Ранчо Валкувия
- Салтрио
- Самарате
- Санджано
- Сароно
- Сесто Календе
- Солбиате Арно
- Солбиате Олона
- Сома Ломбардо
- Сумираго
- Таино
- Тернате
- Траведона Монате
- Традате
- Тронцано Лаго Маджоре
- Уболдо
- Фаняно Олона
- Ферера ди Варезе
- Ферно
- Чизлаго
- Читильо